# Ernst Küppers
Ernst Küppers (Alemania, 9 de julio de 1904-24 de julio de 1976) fue un nadador alemán especializado en pruebas de estilo libre, donde consiguió ser subcampeón olímpico en 1964 en los 4 x 100 metros estilos.

## Carrera deportiva
En los Juegos Olímpicos de Tokio 1964 ganó la medalla de plata en los relevos de 4 x 100 metros estilos, con un tiempo 4:01.6 segundos, tras Estados Unidos (oro) y por delante de Australia (bronce); sus compañeros de equipo fueron los nadadores: Egon Henninger, Horst-Günther Gregor y Hans-Joachim Klein.